# 힐베르트 기저 정리
가환대수학에서 힐베르트 기저 정리(Hilbert基底定理, 영어: Hilbert’s basis theorem, 독일어: Hilberter Basissatz 힐베르터 바지스자츠[*])는 뇌터 환을 계수로 하는 다항식환은 뇌터 환이라는 정리이다. 대수기하학에서, 이는 모든 아핀 대수 집합을 유한개의 대수 방정식들로 정의할 수 있음을 의미한다.

## 정의
{\displaystyle R}가 (곱셈 항등원을 갖는) 가환환이라고 하고, {\displaystyle R[x_{1},\dots ,x_{n}]}이 {\displaystyle R}를 계수로 하는, {\displaystyle n\in \mathbb {Z} ^{+}}개의 부정원(不定元)에 대한 다항식환이라고 하자. 힐베르트 기저 정리에 따르면, 만약 {\displaystyle R}가 뇌터 환이라면, {\displaystyle R[x_{1},\dots ,x_{n}]}역시 뇌터 환이다.

## 응용
힐베르트 기저 정리는 대수기하학에서 핵심적인 역할을 한다. {\displaystyle K}가 체라고 하자. 그렇다면 {\displaystyle K}에 대한 {\displaystyle n}차원 아핀 공간의 좌표환은 {\displaystyle K[x_{1},\dots ,x_{n}]}이다.
모든 체는 자명하게 뇌터 환이므로, 힐베르트 기저 정리에 따라서 아핀 공간의 좌표환 역시 뇌터 환을 이룬다. 아핀 대수 집합은 좌표환 {\displaystyle K[x_{1},\dots ,x_{n}]}의 아이디얼로 정의되는데, 뇌터 환에서는 모든 아이디얼이 유한생성되므로, 따라서 모든 아핀 대수 집합 {\displaystyle V}는 유한개의 다항식들 {\displaystyle \{p_{1},\dots ,p_{m}\}\subset K[x_{1},\dots ,x_{n}]}이 모두 0이 되는 점들의 집합으로 정의할 수 있다. 즉, 다음과 같은 꼴이다.
{\displaystyle V=\{x\in \mathbb {A} _{K}^{n}\colon 0=p_{1}(x)=p_{2}(x)=\cdots =p_{m}(x)\}}
힐베르트 기저 정리는 보통 귀류법으로 증명하기 때문에, 기저 정리로만은 이 {\displaystyle p_{i}}들을 계산할 수 없으며, 이들을 계산하려면 그뢰브너 기저를 사용할 수 있다.

## 역사
다비트 힐베르트가 1890년에 {\displaystyle R}가 체인 경우를 증명하였다.

## 참고 문헌
1. ↑  Hilbert, David (1890). “Ueber die Theorie der algebraischen Formen”. 《Mathematische Annalen》 (독일어) 36 (4): 473–534. doi:10.1007/BF01208503. ISSN 0025-5831.